# Araldica bizantina

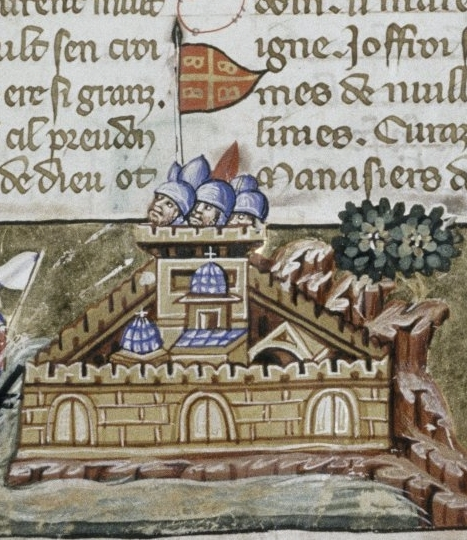
Bandiera dei Paleologi sopra Costantinopoli

## Bandiere imperiali di Bisanzio
| Bandiera | Data      | Uso              | Descrizione                                                                               |
| -------- | --------- | ---------------- | ----------------------------------------------------------------------------------------- |
|          | >1259     | Comneno - Angelo |                                                                                           |
|          | 1259–1453 | Paleologi        | Di rosso, alla croce d'oro, accantonata da quattro B d'oro, le due di sinistra rivoltate. |

## Altre bandiere ed emblemi bizantini
| Bandiera / emblema | Data          | Uso                                                  | Descrizione                                                                             |
| ------------------ | ------------- | ---------------------------------------------------- | --------------------------------------------------------------------------------------- |
|                    | VI-VII secolo | Croce di Calvario                                    | Croce di Calvario, spesso coniata nel retro delle monete durante la dinastia Eracliana. |
|                    | 1261–1453     | Stemma imperiale sotto i Paleologi                   | Stemma dei Paleologi. Aquila bicipite incoronata.                                       |
|                    | XV secolo     | Stendardo personale dell'imperatore dei Paleologi    | Bandiera viola con croce greca dorata.                                                  |
|                    | 1204–1461     | Bandiere dei Mega Comneni, dell'Impero di Trebisonda | Al drago alato di rosso in campo d'oro.                                                 |

## Stemmi Gentilizi di alcune Famiglie

Stemma dei Micrulaches
Stemma dei  Phouskarnaki
Stemma dei Rhaoules/Rauli (preso dagli Angelo di Macedonia)
Stemma dei Phrangopoulos
Stemma dei Barbaro